# A Farsa Ianomâmi
A Farsa Ianomâmi é um livro escrito pelo coronel brasileiro Carlos Alberto Lima Menna Barreto que afirma, sem evidências ou respaldo na literatura científica, que a existência dos povos Yanomami é uma farsa. O livro foi publicado pela Biblioteca do Exército em 1995, mesmo ano em que Menna Barreto faleceu. Com um tiragem de apenas 3 mil exemplares, o livro é reconhecido como uma obra negacionista. O Exército brasileiro informa que, apesar de exemplares da obra estarem em diversos colégios militares, ela não integra a lista de livros paradidáticos constantes das Normas de Planejamento e Gestão Escolar (NPGE) do Sistema Colégio Militar do Brasil e, dessa forma, não está "autorizada nenhuma atividade pedagógica com o livro nos Colégios Militares".

## Crise ianomâmi em 2022-2023
Na início da década de 2020, a Terra Yanomami em Roraima vivia uma emergência de saúde grave, com crianças sofrendo com doenças e desnutrição num território que abrigava mais de 370 aldeias e cerca de 28 mil indígenas. À época, estimava-se que cerca de 20 mil garimpeiros haviam invadido a região. Sobre esse tema, João Pedro Garcez, pesquisador da memória Yanomami, afirma que:
| “                                                      | Ao longo do governo Bolsonaro, vimos algumas iniciativas para tentar reverter a demarcação da Terra Indígena Yanomami - acredito que o livro de Menna Barreto tinha esse objetivo inicial: tentar influenciar a opinião pública contra a demarcação. | ” |
| — João Pedro Garcez, doutorando em História pela UFRGS | |   |

No ano de 1993, quando Jair Bolsonaro era deputado federal, ele pediu a anulação da demarcação da terra indígena yanomami. Décadas depois, quando eleito presidente, comemorou que na sua gestão no Planalto "não foi demarcada nenhuma terra indígena".

## Sinopse
No livro, é insinuado que os yanomami não existiam antes que a fotógrafa Claudia Andujar os inventassem, junto a um suposto conluio entre ONGs e forças estrangeiras para “separar do Brasil” o território indígena e, dessa forma, "cedê-lo aos fictícios ‘ianomâmis’ e “preparar a dominação futura da Amazônia [...] para a posterior criação de países indígenas independentes, sob a tutela das Nações Unidas”.